# Potencia (relaciones internacionales)
| Potencias mundiales que cumplen con todos los criterios |
| --- |
| Alemania, Estados Unidos, Francia, India, Japón y Reino Unido. |
| Potencias mundiales con un puntaje Libertad en el mundo insuficiente |
| China y Rusia. |
| Potencias intermedias consolidadas |
| Argentina, Australia, Austria, Bélgica, Brasil, Canadá, Corea del Sur, Chile, Dinamarca, España, Finlandia, Italia, Noruega, Países Bajos, Perú, Suecia y Suiza. |
| Potencias intermedias emergentes |
| Argelia, Angola, Arabia Saudita, Bangladés, Colombia, Egipto, Emiratos Árabes Unidos, Filipinas, Grecia, Indonesia, Irak, Kazajistán, Kuwait, Malasia, Marruecos, México, Nigeria, Pakistán, Polonia, Portugal, República Checa, Rumania, Sri Lanka, Sudáfrica, Tailandia, Turquía, Ucrania y Vietnam |

Potencia es un concepto de las relaciones internacionales que designa al Estado que actúa en ellas con protagonismo propio y que dispone de los recursos y de las capacidades necesarias para movilizarlos en defensa de reglas establecidas por sí mismo. No obstante, para referirse a este concepto, la ciencia política utiliza los términos "potencia" y "poder" (idénticos en lengua inglesa -power-).
Para el realismo en política internacional el poder es el fin principal de los agentes que intervienen en ellas (Nicolás Maquiavelo, Hans Morgenthau). Sin embargo, el poder se entiende de diversas maneras: como un fin en sí mismo (capacidad de prevalecer en los enfrentamientos, de adquirir o retener territorio o recursos, de imponer la propia política, ideología o intereses nacionales, de alterar el statu quo en beneficio propio o de los aliados, o retornar al considerado favorable en caso de una alteración negativa), como una medida de la influencia o del control sobre los agentes o actores de las relaciones internacionales, o sobre los asuntos (affaires), crisis o conflictos internacionales; incluso a veces como prestigio.
Otra conceptualización que intenta avanzar más allá de la dimensión del poder propia de los criterios tradicionales, es la referente al denominado “poder blando”. Este término hace referencia a la habilidad para influir en el comportamiento de otros Estados mediante la cooptación y la atracción, en lugar de recurrir a la coerción o a la implementación compensaciones, que son mecanismos propios del “poder duro”. Si se considera que la geopolítica tiene un componente geoeconómico sustancial, algunos actores tienen la oportunidad de desempeñar un papel en cuestiones clave como el comercio internacional, la regulación y el derecho de la competencia. Así por ejemplo, instrumentos tradicionales de la Unión Europea, considerados como "poder blando", podrían ser explotados como "poder duro". En cuanto al “poder potencial” (recursos), paradójicamente es posible encontrar situaciones en que Estados con vastas capacidades en este sentido no logran alcanzar sus objetivos de poder.
Atendiendo a su dimensión geoestratégica se habla de superpotencias, potencias mundiales (grandes potencias), potencias regionales, potencias intermedias, etc, aunque otros agentes no identificados como Estados también participan en las relaciones internacionales y son tenidos en cuenta en el equilibrio de potencias. Tales serían las organizaciones internacionales —formadas por Estados que no ceden soberanía, sino que se coordinan en ellas, como en la ONU, o forman alianzas, como en la OTAN— y las organizaciones supranacionales —en las que los Estados ceden soberanía, como en la Unión Europea—. Otras son corporaciones multinacionales de naturaleza privada, u organizaciones no gubernamentales (ONG). Distintas instituciones, desde religiosas hasta terroristas tienen o han tenido históricamente papel de potencias internacionales.
La potencia que se impone sobre las demás se denomina hegemónica. La situación en la que ninguna potencia o bloque de potencias consigue imponerse se denomina de equilibrio de potencias. También existen las situaciones de bipolaridad y multipolaridad entre las potencias. Los Estados que no tienen capacidad de actuación (ni en la esfera internacional ni siquiera pueden ejercer las funciones propias del Estado dentro de su propio territorio) se identifican como Estados fallidos. Los Estados que no cumplen sus responsabilidades dentro del sistema internacional se identifican como Estados canallas.
Con el inicio de la Guerra Fría en 1945 el mundo estuvo bajo la influencia de los Estados Unidos y la Unión Soviética —países considerados como superpotencias— pero después de la disolución de este último Estado a principios de 1990, Estados Unidos quedó como la única superpotencia.

## Historia
| Potencias desaparecidas        | Continente                         | Periodo              |
| ------------------------------ | ---------------------------------- | -------------------- |
| Antiguo Egipto                 | África-Asia                        | 3100 a. C.-332 a. C. |
| Imperio babilónico             | Asia                               | 1792 a. C.‑539 a. C. |
| Estado púnico                  | África-Europa                      | 814 a. C.‑146 a. C.  |
| Imperio aqueménida             | Asia                               | 550 a. C.‑330 a. C.  |
| Antigua Atenas                 | Europa                             | 508 a. C.‑322 a. C.  |
| República romana               | África‑Asia‑Europa                 | 509 a. C.-27 a. C.   |
| Imperio romano                 | África‑Asia‑Europa                 | 27 a. C.-476         |
| Cultura Maya                   | América                            | 250-1697             |
| Imperio bizantino              | África‑Asia‑Europa                 | 395-1453             |
| Califato abasí                 | África‑Asia‑Europa                 | 750-1259             |
| Califato omeya                 | África‑Asia‑Europa                 | 750-1031             |
| Emirato de Córdoba             | África-Europa                      | 756-929              |
| Imperio carolingio             | Europa                             | 800-843              |
| Reino de León                  | Europa                             | 910-1230             |
| Califato de Córdoba            | África‑Asia‑Europa                 | 929-1031             |
| Sacro Imperio Romano Germánico | Europa                             | 962-1806             |
| Reino de Francia               | Europa                             | 987-1791             |
| Reino de Aragón                | Asia-Europa                        | 1035-1707            |
| Imperio almorávide             | Europa-Mediterráneo Oriental       | 1040-1147            |
| Reino de Castilla              | África-Europa                      | 1065-1230            |
| Imperio almohade               | Europa-Mediterráneo Oriental       | 1121-1269            |
| Imperio mongol                 | Asia-Europa                        | 1206-1368            |
| Corona de Castilla             | África-Europa                      | 1230-1715            |
| Imperio otomano                | África‑Asia‑Europa                 | 1281-1923            |
| Imperio azteca                 | América                            | 1325-1521            |
| Imperio chino                  | Asia                               | 1368-1644            |
| Imperio español                | África‑América-Asia‑Europa-Oceanía | 1492-1976            |
| Imperio portugués              | África‑América-Asia‑Europa         | 1500-1975            |
| Imperio incaico                | América                            | 1438-1533            |
| Imperio mogol                  | Asia                               | 1526-1858            |
| Imperio colonial francés       | África‑América-Asia‑Europa-Oceanía | 1534-1980            |
| Imperio británico              | África‑América-Asia‑Europa‑Oceanía | 1577-1997            |
| Imperio neerlandés             | África‑América-Asia‑Europa         | 1603-1975            |
| Imperio ruso                   | Asia-Europa                        | 1721-1917            |
| Primer Imperio francés         | Europa                             | 1804–1814            |
| Imperio del Brasil             | América                            | 1823–1889            |
| Segundo Imperio francés        | África‑América-Asia‑Europa‑Oceanía | 1852–1870            |
| Imperio austrohúngaro          | Europa                             | 1867–1919            |
| Imperio japonés                | Asia                               | 1868-1947            |
| Imperio alemán                 | África‑Asia‑Europa                 | 1871-1918            |
| Imperio italiano               | África-Europa                      | 1882-1947            |
| Unión Soviética                | Asia-Europa                        | 1922-1991            |
| Alemania nazi                  | Europa                             | 1933-1945            |

La historia de las grandes potencias engloba un período comprendido desde la Edad Antigua hasta la actualidad. Los conflictos entre las potencias, como las guerras napoleónicas, las guerras mundiales y la Guerra Fría, han cambiado fundamentalmente el curso de la historia universal. La rivalidad entre las potencias a menudo también ha estimulado el desarrollo social y la modernización.
En el Viejo Mundo, se considera a Asiria y Babilonia, la Antigua China, el Antiguo Egipto, la Antigua Grecia y el Imperio Romano, la Antigua India, Persia, entre otros, como las grandes potencias de la Edad Antigua. El Imperio de Alejandro consiguió conquistar la práctica totalidad de las entidades políticas del Mediterráneo Oriental, el Próximo Oriente y el Asia Central; pero tuvo una existencia efímera, escindiéndose en una multiplicidad de reinos helenísticos competitivos.
Tras la victoria de la República romana sobre el Imperio cartaginés (siglo III a. C.) y la conquista del Egipto ptolemaico (siglo I a. C.), el Imperio romano se convirtió en la única potencia del mundo mediterráneo (Mare nostrum), mientras que en su frontera oriental tuvo que disputarse la hegemonía con el Imperio parto. El Imperio romano de Occidente se dividió entre los reinos germánicos. Mientras el Imperio Bizantino decaía con la expansión musulmana y las Cruzadas, la lucha entre los poderes universales (pontificado e Imperio) caracterizó la Edad Media en Europa occidental. La anulación mutua de ambos llevó a las monarquías feudales a transformarse en poderosas monarquías autoritarias.
En el mundo islámico, la inicial unidad se fragmentó desde el siglo VIII, produciéndose una multiplicidad de Estados (Califato omeya de Córdoba, Califato fatimí, Califato abasí, Imperio otomano, etc.). Desde China hasta Europa Oriental se produjo la expansión del Imperio mongol, prontamente fragmentado. En el subcontinente indio se desarrollaron una pluralidad de Estados competitivos, la mayor parte de los cuales se englobó en el Imperio de Asoka. En Extremo Oriente se desarrolló una gran potencia continental, el Imperio Chino.
A partir de la Edad Media y en la posterior Edad Moderna, en Europa, las primeras potencias fueron varios de los antiguos Estados italianos (como las repúblicas marítimas de Amalfi, Génova, Pisa y Venecia; el Ducado de Milán, los Estados Pontificios o el Gran Ducado de Toscana, así como las llamadas comunas o ciudades-estado italianas), España y Portugal; luego, el poder pasó a Francia y posteriormente al Reino Unido, así como a Alemania, Austria-Hungría, Dinamarca, Holanda, Italia, Polonia, Rusia, Suecia y Turquía. En el Nuevo Mundo, se destacan el Imperio Azteca, el Imperio Incaico y la Cultura Maya como los más extensos imperios precolombinos.
Mientras la lucha por la hegemonía en el espacio mediterráneo y balcánico se esolvía mediante el mantenimiento del equilibrio entre el Imperio otomano y los Estados de los Habsburgo (guerras habsburgo-otomanas); en Europa Occidental se osciló entre la hegemonía francesa y la hegemonía española, actuando Inglaterra como un contrapeso para el equilibrio continental mientras obtenía su hegemonía marítima. El concepto de equilibrio continental quedó perfilado, junto al de las propias relaciones internacionales secularizadas, a partir de los tratados de Westfalia (1648) y los de Utrecht y Rastadt (1713-15). En Europa Septentrional y Oriental se fueron conformando potencias como el reino de Dinamarca, el reino de Suecia, el reino de Prusia, la confederación polaco-lituana y el Imperio ruso. La "arena exterior" (término acuñado por Immanuel Wallerstein como parte de la economía-mundo forjada por las potencias marítimas europeas a partir del siglo XVI) se disputaba inicialmente entre el Imperio portugués y el Imperio español; para ser posteriormente objeto de la dinámica penetración de los imperios holandés, francés y británico.
La formalización de la diferenciación de las potencias atendiendo a su peso o tamaño relativo se inicia en el Tratado de Chaumont de 1814; antes del cual se asumía que, en teoría, todo Estado independiente tenía idénticas responsabilidades en las relaciones internacionales. Desde las guerras napoleónicas y el Congreso de Viena (1814) las relaciones internacionales mantuvieron en su cúspide a cinco grandes potencias europeas: Francia e Inglaterra, que tras su inicial enfrentamiento terminaron por converger en una alianza estratégica (Entente Cordiale) y los tres grandes imperios de Europa Central y Oriental: el Imperio ruso, el Imperio austrohúngaro y Prusia, en cuyo entorno se creó el Imperio alemán.
En el siglo XX, las grandes potencias fueron: Alemania, los Estados Unidos, Francia, Italia, Japón, el Reino Unido y la Unión Soviética. Entre 1945 y 1989, la guerra fría dividió al mundo en dos semiesferas de influencia, los Estados Unidos y la Unión Soviética. Estos dos países fueron considerados como las superpotencias. Después de que se desintegrase la Unión Soviética a principios de 1990, Estados Unidos quedó como la única superpotencia restante de la Guerra Fría.
En el siglo XXI las situaciones son muy dinámicas. Las principales potencias son los Estados Unidos, China, Rusia, los países que componen el G-4 (Alemania, Francia, Italia y el Reino Unido, los cuales son miembros integrantes también del G-7), Japón, India y Brasil. Asimismo, Turquía es un importante punto estratégico entre Europa y Asia.

## Clasificación
El término "potencia" se aplica a los Estados o agentes de las relaciones internacionales que han alcanzado una situación militar victoriosa o un estado de seguridad nacional que proteja su soberanía o intereses estratégicos de cualquier desafío dentro del sistema internacional. El término "poder", en la esfera internacional, también se usa para describir los recursos económicos y capacidades de un Estado. Este uso tiende a conformar una definición cuantitativa —del tipo de las que usan los geopolíticos y militares— donde las capacidades se entienden en términos tangibles y mensurables.
Independientemente de la "cantidad" de poder, es determinante la posición relativa de una potencia frente a las demás en una “escala de poder” o jerarquía de potencias. Gran parte de la bibliografía sobre el tema se dedica a decidir qué Estados alcanzan determinados niveles dentro de la clasificación de potencias, y al establecimiento de criterios de medición del poder internacional como una variable. Algunos autores hacen principalmente referencia a aspectos ligados a la capacidad de actuación o capacidad de proyección de poder de una determinado país —potencia global, potencia continental, potencia regional, potencia local, potencia o hegemonía en ciertas áreas—, haciendo así alusión a la "dimensión" o "tamaño" o "alcance" del poder en cuestión (hiperpotencia, superpotencia, potencia mundial, potencia regional, potencia intermedia, potencia emergente).
El estatus que de tal manera se atribuye a cada una de las naciones origina numerosas controversias. Además, parte de los problemas relacionados con la tipología de potencia, está relacionados con los diferentes criterios y definiciones utilizados para especificar cuales son las características de poder que deben ser consideradas. Las controversias sobre los criterios relativos al poder real, involucran definiciones distintas de lo que debe entenderse por poder, sobre cómo mensurar el mismo, y sobre cuáles son los elementos de poder (real e inmediato, o potencial) más relevantes, y además, sobre qué jerarquización de importancia deben ser considerados. Simplemente no hay consenso sobre estas cuestiones, y por tanto no puede establecerse una corriente teórica única o principal ni en las relaciones internacionales, ni en cuanto a los estudios de geopolítica, ni respecto de los estudios estratégicos.
|                |                            |                            |                              |                                |                        |
| País           | Población Mundial (% 2021) | PIB (PPA) Mundial (% 2020) | Financiamiento de la ONU (%) | Gasto Militar Mundial (% 2019) | Superficie Mundial (%) |
| Alemania       | 1                          | 4,4                        | 7,1                          | 2,6                            | 0,2                    |
| Brasil         | 2,7                        | 3,0                        | 2,9                          | 1,4                            | 5,6                    |
| China          | 18,4                       | 24,1                       | 5,1                          | 14                             | 6,3                    |
| Estados Unidos | 4,2                        | 20,8                       | 22,0                         | 38                             | 6,1                    |
| Francia        | 0,8                        | 2,9                        | 5,6                          | 2,6                            | 0,4                    |
| India          | 17,7                       | 8,6                        | 0,7                          | 3,7                            | 2                      |
| Italia         | 0,7                        | 2,0                        | 4,4                          | 1,4                            | 0,2                    |
| Japón          | 1,6                        | 5,2                        | 10,8                         | 2,5                            | 0,2                    |
| Reino Unido    | 0,8                        | 2,9                        | 5,4                          | 2,5                            | 0,2                    |
| Rusia          | 1,8                        | 4,0                        | 2,4                          | 3,4                            | 11                     |

### Potencia mundial
Potencia mundial o gran potencia es el calificativo atribuido a un Estado o entidad política que tiene la capacidad de influir a escala mundial a través de su poderío militar o económico. Su influencia se ejerce sobre la diplomacia internacional: sus opiniones deben ser tenidas en cuenta por otras naciones antes de tomar una acción diplomática o militar. Una característica de una gran potencia es la habilidad de intervenir militarmente en cualquier lugar. Además, las grandes potencias poseen una influencia cultural que se manifiesta en forma de inversiones en partes menos desarrolladas del mundo.

## Potencia por condición

### Poder duro
Poder duro (en inglés: Hard power) es un concepto principalmente utilizado en las relaciones internacionales, y que se refiere al poder nacional radicado en los medios militares y económicos. Esta forma de poder político es a menudo agresiva (coerción), y su efectividad mayor en tanto que un agente político lo impone sobre otro de menor capacidad militar o económica. Es usado en contraste con el término poder blando (Soft power), que se refiere a aquel con origen en la diplomacia, la cultura, y la historia.
Según Joseph Nye el poder duro implica «la capacidad de usar palos y zanahorias (carrots and sticks) de poder económico y militar para que otros acaten tu voluntad». Aquí las «zanahorias» equivalen a incentivos como la reducción de las barreras comerciales, la oferta de alianzas o la promesa de protección militar. En cambio, los «palos» representan amenazas como el uso de diplomacia coercitiva, la amenaza de intervención militar o la implementación de sanciones económicas.
Potencia militar
| Países con armas nucleares del NPT —los miembros permanentes del Consejo de Seguridad de las Naciones Unidas— (China, los Estados Unidos, Francia, el Reino Unido y Rusia) Otros países con armas nucleares (la India, Pakistán y Corea del Norte) Otros países que se cree que tienen armas nucleares (Israel) Países en la Compartición nuclear de la OTAN (Alemania, Bélgica, Italia, los Países Bajos y Turquía) Países que alguna vez tuvieron armas nucleares (Bielorrusia, Ucrania, Kazajistán y Sudáfrica) |

Potencia económica
Desde el punto de vista económico, y con base en datos del Fondo Monetario Internacional del PIB nominal, en el año 2020, las primeras diez potencias mundiales son: los Estados Unidos, China, Japón, Alemania, el Reino Unido, la India, Francia, Italia, Brasil y Canadá. Por riqueza nacional las siete primeras son: los Estados Unidos, China, Japón, Alemania, el Reino Unido, Francia e Italia.

### Poder blando
Potencia inteligente
Potencia deportiva
Desde el inicio del movimiento olímpico, el deporte se ha venido usando simbólicamente como un sustitutivo de la guerra. Tanto los Estados democráticos como los totalitarios lo utilizaron como mecanismo de cohesión interior y presencia exterior; siendo característica su instrumentalización como propaganda por la Alemania nazi (Juegos Olímpicos de Berlín de 1936) y los países comunistas (la Unión Soviética y particularmente la Alemania oriental y Cuba, cuya posición en el medallero olímplico estuvo muy por encima de lo que correspondería a su peso demográfico o económico).

### Otros
Superpotencia energética
El término superpotencia energética tiene varias definiciones posibles que podrían utilizarse dependiendo del contexto.
En los últimos años, sin embargo, se ha usado para referirse a un país que suministra grandes cantidades de recursos energéticos (petróleo, gas natural, carbón, uranio, etc.) a un número significativo de otros estados, y que por tanto tiene el potencial para influir en los mercados mundiales y con ello obtener una ventaja política o económica.
Potencia demográfica
El número de habitantes, independientemente de la capacidad económica, de las fuerzas armadas o de la influencia política de que disponga en un momento dado, hace de un Estado un agente a tener en cuenta en las relaciones internacionales; y ello no tanto por una cierta sensación de "deuda democrática" o ética hacia los países menos desarrollados (que son los más poblados), cuanto por el impacto que tal población, y especialmente su crecimiento puede tener en un futuro (bomba demográfica).

## Puntos de vista sobre la potencia en elsigloXXI
Diferentes visiones y enfoques han sido propuestos por diferentes autores, a efectos de definir y caracterizar el poder en este periodo. Uno de los primeros en abordar esta temática fue el politólogo estadounidense Zbigniew Brzezinski, quien consideró que el mundo de la era posterior a la Guerra Fría constaba de dos categorías de estados: “los vasallos y los tributarios de Estados Unidos”. En su libro titulado El gran tablero de ajedrez: América y el resto del mundo (1997), describe a su país como la única potencia que tiene una supremacía incuestionable y simultánea en los cuatro más importantes dominios (militar, económico, tecnológico, y cultural), ya que luego de disolución de la Unión Soviética, Rusia no logró cubrir la laguna dejada por el gigante socialista desaparecido. Sin embargo, ya en los años 2010, Brzezinski pasó ha mostrarse partidario del orden tripolar con Estados Unidos, Rusia y China como solución a la supuesta anarquía en relaciones internacionales, como consecuencia de la decadencia de los Estados Unidos. Los tres principales poderes dominantes podrían de esta forma cooperar para lograr la estabilidad global. Según esta visión, Estados Unidos ya no tiene las condiciones que tuvo antes de imponer fácilmente su unilateralismo mundial.
Todos los organismos internacionales surgidos de la Segunda Guerra Mundial están en una encrucijada por los nuevos centros de poder, y Estados Unidos puede tener resistencias a aceptar ese nuevo orden. En este sentido, el autor estadounidense Michael Klare ha estimado que el nuevo orden mundial rompe con el paradigma de la Guerra Fría, porque las tres potencias pueden cooperar para hacer valer sus respectivas esferas de influencia, aunque como posibles riesgos señala el de la militarización. Así mismo, el politólogo estadounidense Graham Allison ha señalado que el siglo XXI será de un equilibrio de poderes como Estados Unidos no había conocido, China ahora es el principal motor de la economía mundial, con grandes proyectos de alto impacto como la Nueva Ruta de la Seda y del Collar de Perlas (geopolítica), y con varias de las principales empresas de tecnología en el mundo, por esto Allison asegura que muchos de los compromisos de Estados Unidos para con sus aliados no son sostenibles, tomando en cuenta su propia seguridad, para Allison seguir compromisos irrealizables es lo que ha causado los fracasos de la política exterior de Estados Unidos en Medio Oriente. Además, cada vez es mayor el número de observadores que consideran a China como una superpotencia internacional, a la par que ven en los Estados Unidos indicios de deterioro y de retroceso. Tal es el caso del analista Timothy Garton Ash quien en 2020 aseguró que los Estados Unidos solamente podían aspirar a ser “un país líder en una red poshegemónica de democracias... he dicho un, no el país líder”. Garton Ash resaltó la “diferencia importante con el principio de este siglo, cuando la hiperpotencia estadounidense parecía dominar el planeta como un coloso”.
Sylvain Allemand y Jean-Claude Ruano-Borbalan por su parte, opinaban en 2008 que Estados Unidos no buscaba ni busca dominar intencionalmente al mundo, sino simplemente lo que por encima de todo quiere es proteger sus intereses y preservar su seguridad. Y dentro de esta lógica, los atentados del 11 de septiembre de 2001 lo que provocaron fue un reforzamiento de las intervenciones americanas en el mundo, con la finalidad casi exclusiva de mejorar la seguridad dentro de fronteras, llevando conflictos y fricciones a otras partes. Y es que la degradación del bloque comunista y la incapacidad de la Unión Europea para organizar su autonomía estratégica, de una u otra forma favorecieron la supremacía estadounidense hegemónica posterior a 1990.
Por su parte, el periodista británico Martin Jacques señaló en 2016 que las economías occidentales se encuentran en una fase de estancamiento, parecida a una “década perdida” que no tiene un punto de fin claro, por ello el reorden geoestratégico y geoeconómico sigue a las relaciones que se desarrollan entre las grandes potencias. La globalización, al inicio promovida por occidente, era a su juicio aprovechada por China mientras Estados Unidos y Europa resienten sus efectos negativos con consecuencias (por ejemplo el Brexit). Por último, el autor consideraba que desde China también se promovía el multilateralismo como solución a los problemas de la gobernanza global.
Jean-François Revel por su parte, enfatizó sobre lo inútil y lo superfluo del concepto de hiperpotencia, forjado en 1999 por el entonces Ministerio de Asuntos Exteriores francés Hubert Védrine, ya que el término « superpotencia » ya existía con anterioridad y se encontraba bien caracterizado, y ya que el prefijo griego « hyper » significa exactamente lo mismo que el prefijo latino « super ».

## Esferas, bloques y alianzas

Los miembros de la OTAN acumulan el 70% del gasto militar mundial, del que los Estados Unidos representan por sí solos el 43%.

Bajo ciertas circunstancias, las potencias dominantes constituyen esferas de influencia dentro de las cuales ejercen su influencia predominante, sin necesidad de ejercer directamente la soberanía o el control territorial directo; así como bloques en los que se organizan sus alianzas o incluso se imponen políticas a sus miembros subordinados (en casos extremos, se habla de Estado vasallo y Estado títere). Ejemplos históricos hay desde la Grecia arcaica y la Grecia clásica, cuando se establecieron bloques en torno a Atenas (liga de Delos) y Esparta y (liga del Peloponeso). Los tratados entre Roma y Cartago reconocían esferas de influencia respectivas en el Mediterráneo Occidental. Ya en la Edad Moderna, Castilla y Portugal delimitaron con un paralelo sus zonas de influencia en la expansión atlántica (Tratado de Alcaçovas) que hubieron de renegociar tras el descubrimiento de América, esta vez en torno a un meridiano (tratado de Tordesillas). Las guerras italianas (1494-1559) suponían el mantenimiento o la subversión del statu quo de zonas de influencia entre Francia y España.
El denominado concierto europeo del siglo XIX reconoció esferas de influencia en distintas zonas, particularmente entre Austria y Rusia en los Balcanes (cuestión de Oriente). Las gravísimas consecuencias de la diplomacia de bloques posterior a los sistemas bismarckianos, que llevó a la Primera Guerra Mundial, pretendieron evitarse con el sistema de seguridad colectiva en torno a la Sociedad de Naciones, pero en la práctica las relaciones internacionales del periodo de entreguerras no carecieron de alianzas excluyentes, bloques y zonas de influencia. El expansionismo italiano, alemán y japonés se pretendió justificar en la doctrina del espacio vital (Lebensraum), que consideraba a determinadas zonas como territorios naturales de expansión de naciones más dinámicas o razas superiores a otras, y llevó a la Segunda Guerra Mundial. Las conferencias de Yalta y Potsdam diseñaron un nuevo mapa político y marcaron las futuras esferas de influencia y bloques ligados a las dos nuevas superpotencias (OTAN a Estados Unidos y Pacto de Varsovia a la Unión Soviética), que se fueron retocando a lo largo de la Guerra Fría y con el proceso de descolonización.
La que tradicionalmente se considera como alianza más antigua del mundo todavía en vigor es la anglo-portuguesa (1373).

## Gobernanza mundial
| Espacios de gobernanza mundial                                                                                         |
| Según el Experto Independiente sobre la promoción de un orden internacional democrático y equitativo (Naciones Unidas) |
| Grupo de los Siete (G7)                                                                                                |
| Grupo de los 20 (G20)                                                                                                  |
| BRICS |
| Grupo de los 77 |
| Movimiento de Países No Alineados                                                                                      |
| El experto también ha incluido el Foro Económico Mundial y el Grupo Bilderberg.                                        |

El tema de la gobernanza mundial aparece en el contexto de la llamada globalización. Ante la aceleración de las interdependencias – a escala mundial – entre las sociedades humanas y también entre la humanidad y la biosfera, la “gobernanza mundial” sirve para definir la elaboración de reglas en esta escala. A sí mismo, denota un sistema compuesto tanto por instituciones gubernamentales como por mecanismos informales no gubernamentales y asocia a actores políticos, que en conjunto, reflejan el hecho de que el sistema de Estado no es la única fuente de potencia contemporánea.
Antes del fin de la Guerra Fría se trataba principalmente de regular y limitar el poder de los Estados para evitar los desequilibrios de poder y la ruptura del statu quo, el desafío actual de la gobernanza mundial consiste en tener un mayor peso colectivo sobre el destino del mundo mediante el establecimiento de un sistema de regulación de las numerosas interacciones que superan la posibilidad de acción de los Estados. Por el contrario, la homogeneización política del planeta, gracias a la aparición de la llamada democracia liberal, que se declina en formas diferentes, eventualmente podría facilitar el establecimiento de un sistema de gobernanza mundial que supera el laissez-faire del mercado y la paz democrática imaginada originalmente por Immanuel Kant, y que puede considerarse una especie de laissez-faire geopolítico.
A pesar de la globalización a menudo vista como un proceso de homogeneización implacable, los intereses nacionales son heterogéneos. Por otra parte la búsqueda de soluciones a los problemas mundiales provoca el desplazamiento de las prioridades de integración de la gestión de las relaciones bilaterales hacia la organización de la acción colectiva. El resultado es un nuevo modelo de representación y gestión de la interdependencia, que tiende a aplicarse a un número cada vez mayor de ámbitos. También es destacable la aparición de una conciencia cívica mundial, en parte integrada por una crítica frente a la globalización. Así cada vez son más los movimientos y organizaciones que establecen su discurso a escala internacional o mundial.
En un principio el ámbito temático de la gobernanza global puede contener temas heredados de la geopolítica o de la teoría de las relaciones internacionales (por ejemplo, paz, defensa, geoestrategia, diplomacia, relaciones comerciales ...), pero a medida que la globalización se consolida, y que el número de interdependencias aumenta, la escala mundial deviene protagonista indispensable de un mayor número de temas. En este sentido existen propuestas y experiencias para la formación de un mayor número de redes e instituciones en todos los temas, que operan a escala planetaria. Estas conciernen a los partidos políticos; a los sindicatos; a las administraciones regionales; y a los parlamentarios de los Estados soberanos.